# Alan D’Arcangelo
Alan D’Arcangelo (ur. 16 czerwca 1930 w Buffalo w stanie Nowy Jork, zm. 17 grudnia 1998 w Nowym Jorku) – amerykański malarz i grafik; przedstawiciel pop-artu.

## Twórczość
Początkowo malował obrazy o tematyce politycznej. Od 1962 tworzył w stylu pop-artu, dzięki któremu odnalazł środki do wyrażania jałowości amerykańskiego życia. Głównym motywem jego obrazów stała się wówczas autostrada, malowana płasko kładzionymi plamami akrylu. W swojej twórczości starał się oddać dehumanizację współczesnego świata.
Jego obrazy znajdują się w kolekcji Tate Gallery w Londynie, Whitney Museum of American Art w Nowym Jorku, Muzeum Sztuki w Denver, Walker Art Center w Minneapolis, Butler Institute of American Art w Youngstown w stanie Ohio oraz wielu innych kolekcjach publicznych i prywatnych na całym świecie.

## Dzieła
- Walker Art Center,
- Icarus,
- The Holy Family,
- Smoke Dreams,
- Statue of Liberty,
- Untitled 6,
- Marilyn
- 1962: US Highway 1[2]
- 1963: Smoke Dream #2[2]
- 1965: Landscape I[2]
- 1969: April[2]
- 1971: Constellation[2]
- 1974: Landscape BB[2]